# Jacques Bablon
Jacques Bablon (né en 1946 à Paris) est un auteur et enseignant français. Collaborateur du mensuel de bande dessinée (À suivre) dans les années 1980 sous le pseudonyme Violeff, il se consacre ensuite principalement à l'enseignement à l'école Duperré. En 1999, il cosigne avec sa réalisatrice Marie Vermillard le scénario du film Lila Lili. En 2015, outre une nouvelle bande dessinée, il se met à publier des romans policiers.

## Publications

### Bande dessinée
- Si ça cogne, ça saigne ! (sous le nom Violeff), Bédérama, 1982  (ISBN 2903207119)[1].
- Coup sur coup (sous le nom Violeff), Casterman, coll. « Les Romans (À suivre) », 1984  (ISBN 2203334223).
- Faux Contact (sous le nom Violeff), Casterman, coll. « Studio (À suivre) », 1987  (ISBN 2203338164).
- La Maison de l'architecte polonais et de sa femme algérienne restée au pays (scénario), avec Édith Chambon (dessin), Actes Sud, 2015  (ISBN 9782330056698)[2].

### Littérature
- Trait bleu, Jigal, 2015  (ISBN 9791092016314).
- Rouge écarlate, Jigal, 2016  (ISBN 9791092016604).
- Nu couché sur fond vert, Jigal, 2017  (ISBN 9791092016918).
- Jaune soufre, Jigal, 2018  (ISBN 9782377220304).
- Noir côté cour, Jigal, 2020  (ISBN 9782377221424).
- Pat et Garrett, Jigal, 2022  (ISBN 9782377221646).
- Tant de cochons, M+ Éditions, coll. « Noire », 2024  (ISBN 9782382112373).

## Scénario de cinéma
- 1999 : Lila Lili (avec Marie Vermillard, par ailleurs réalisatrice du film)

### Documentation
- Bruno Lecigne, « Jeunes Loups : Violeff », dans Jean-Luc Fromental (dir.), L'Année de la bande dessinée 82-83, Temps futurs, 1982, p. 220-222.